# Raul Leal
Raul de Oliveira Sousa Leal (* 1. September 1886 in Lissabon, Portugal; † 18. August 1964 ebenda) war ein portugiesischer Schriftsteller, Okkultist und Rechtsanwalt. Er war neben António Botto einer der prominentesten Homosexuellen seiner Zeit in Portugal.

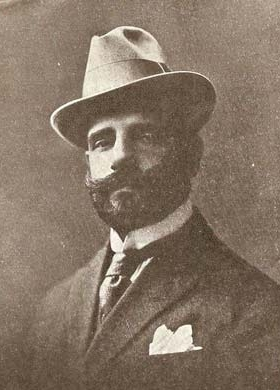
Raul Leal

## Leben
Leal studierte von 1909 bis 1913 Rechtswissenschaften an der Universität Coimbra, praktizierte bis zu seiner Pensionierung als Anwalt. Einige Jahre später musste er aus politischen Gründen ins Exil nach Brasilien. Er stand in Briefkontakt mit dem berühmten Schriftsteller Jorge de Sena von 1957 bis 1960. Die Ehrungen des Staates für den Dichter sind bis heute rar, lediglich in Amadora ist eine Straße nach dem Autor benannt.
1923 war Leal in einen der größten Literaturskandale der Iberischen Halbinsel verwickelt: Am 3. März des Jahres verbrannten Studenten der rechtsextremen Verbindung "Alias" Bücher von ihnen unliebsamen, homosexuellen Autoren in Portugal. Auch die Werke Judite Teixeiras und Antonio Bottos Canções wurden verbrannt. Zu dieser Zeit war Portugal noch Demokratie, doch Behörden konnten oder wollten das nicht verhindern. Leals Buch "Sodoma Divinizada", veröffentlicht im Jahr der Bücherverbrennung, ein Essayband, der sich explizit mit der Thematik der Homosexualität beschäftigte, war schon vorher konfisziert und verboten worden und wurde ebenfalls verbrannt. Einen Schutz durch ausländische Autoren, wie ihn Botto bekam, hatte Leal nicht. Da man sein Werk aber als wissenschaftlich betrachtete, ließ man ihn als Person fortan in Ruhe, mit der Auflage, niemals mehr über dieses Thema zu schreiben (Botto war verfolgt worden, weil er durch die fiktionale Darstellung der gleichgeschlechtlichen Liebe in seinem Werk keinen wissenschaftlichen Wert erkennen ließ). Der Dichter Fernando Pessoa sprang beiden Autoren bei, indem er in diversen Zeitschriften unter seinem Namen und dem seiner Heteronyme Essays und Manifeste zu deren Verteidigung publizierte.
Leal schrieb für diverse Zeitungen und Zeitschriften, so für Centauro, Portugal Futurista, Athena, Sudoeste und die legendäre Zeitschrift "Orpheu". Er war Verfasser von Romanen, Essays, Gedichten und philosophisch-okkulten Werken. Einige Gedichte wurden ins Französische übertragen.
Als Okkultist hatte er den Namen "Henoch" angenommen und war bekannt für seine kabbalistischen Sitzungen. Sein Werk, ob in Magazinen oder Büchern, beschäftigt sich ausschließlich und mehrheitlich mit dem Thema der Homosexualität, in dem er auch die eigene verarbeitet und der Philosophie bzw. des Okkultismus. Das Werk wurde oft als exzentrisch bezeichnet, da es in dieser Form einzigartig war in Portugal. Auch war er Anhänger von praktischer Philosophie und praktischem Okkultismus. So schrieb er ein Buch darüber, wie man die Welt retten könnte. Das okkultische Werk war an den Tendenzen seiner Zeit ausgerichtet.

## Werk
- Atelier, Roman, 1915.
- Antécrist et la Glorie du Saint-Esprit, Lyrik, 1920.
- A liberdade transcendente, okkultistische Schrift, 1913.
- Sodoma Divinizada, Essays, 1923.
- Plano para a salvação do mundo (Plan zur Rettung der Welt), okkultisch-philosophische Schrift, 1960.